# Csölösztő
Csölösztő (szlovákul: Čilistov, németül: Kledern) egykor önálló falu, 1961 óta Somorja városrésze Szlovákiában, a Nagyszombati kerület Dunaszerdahelyi járásában.

## Fekvése
Somorja központjától 1 km-re délre, a Duna bal partján, a Csiliz-patak mellett fekszik.

## Története
1219-ben "Shulusth" alakban említik először. 1238-ban "Ghilzteu, Chulstw", 1293-ban "Chyliztu", 1381-ben "Chylztow" alakban szerepel a korabeli forrásokban. 1715-ben puszta volt, 1720-ban 5 ház állt a településen. Lakói főként mezőgazdasággal foglalkoztak. A 19. században számos malom is működött a területén, 1881-ben 28 vizimalma volt.
Vályi András szerint "CSÖLÖSZTÓ. Kledern. Magyar falu Poson Vármegyében, 444földes Ura Gróf Illésházy Uraság, lakosai katolikusok, fekszik az öreg Duna vize mellett, mellynek ártalma miatt, már kétszer más helyre épűlt, a’ Csalóközben, délre Samarjához fél mértföldnyire, ’s Kilitivel határos, határja közép termékenységű, réttye, erdeje van, leg inkább szekereskedéssel élnek némelly lakosai, mivel határját Duna vize szagattya, ’s áradásaikor általmára van, második Osztálybéli."
Fényes Elek szerint "Csölösztő, (Kledern), magyar falu, Pozson vmegyében, ut. p. Somorjához egy fertálynyira az öreg Duna mellett: révje van, erdeje derék. Számlál 201 kath., 4 ref. lak. A szarvai uradalomhoz tartozik."
Pozsony vármegye monográfiája így ír a településről: "Csölösztő, felsőcsallóközi magyar kisközség, 40 házzal és 226 róm. kath. vallású lakossal. E község 1238-ban a Csiliz patak mellett fekvő pozsonyi várbirtokként van említve. 1287-ben Csöllesztő néven szerepel, de később Kledern német nevével is találkozunk. 1354-ben a pozsonyi káptalan Gutori Beke leányait, Erzsébetet és Katalint iktatja be az őket megillető itteni leánynegyedbe. 1397-ben Csölösztői Márton nevében is szerepel. 1480 és 1513 között a nagylucsei Dóczyak az urai, de az 1553-iki portális összeírásban, már Lipcsey Gáspár nevén van négy és Pálffy Péter nevén öt portája. A mult század elején Illésházy István gróf volt a földesura, most pedig Pálffy Sándorné és Pongrácz Frigyesné grófnőknek van itt nagyobb birtokuk. Ősi egyházát, mely még a régi falu helyén állott, a Pázmány-féle jegyzék is réginek mondja; ma a községben nincs templom. Ide tartozik Körtvélyes puszta, mely 1553-ban négy portával szerepel. Ezenkívül ide tartozik még Csölösztő sziget-puszta. A község postája, távírója és vasúti állomása Somorja."
A trianoni békeszerződésig Pozsony vármegye Somorjai járásához tartozott, majd Csehszlovákiához került. 1938 és 1945 között újra Magyarországhoz tartozott. A második világháború utáni lakosságcsere keretében magyar lakosságának mintegy egynegyedét áttelepítették Magyarországra. 1961-ben csatolták Somorjához. Az 1990-es évek elején a közeli körtvélyesi Duna-parton épült meg a Bős–nagymarosi vízlépcsőrendszer szivattyúállomása.

## Népessége
1910-ben 235, túlnyomórészt magyar lakosa volt.

## Nevezetességei
- Középkori temploma nem ismert, de népi hagyomány is kapcsolódik hozzá.[4]